# Van Dyke Parks
Van Dyke Parks (* 3. ledna 1943 Hattiesburg, Mississippi, USA) je americký hudebník, skladatel, aranžér, spisovatel a herec. V šedesátých letech spolupracoval se skupinou The Beach Boys a v roce 1968 vydal své první album nazvané Song Cycle. V roce 1972 vydal album Discover America a o čtyři roky později pak Clang of the Yankee Reaper. Následně se na osm let odmlčel a další album vydal až v roce 1984, neslo název Jump! . Další album Tokyo Rose vyšlo v roce 1989, v roce 1995 pak Orange Crate Art společně s Brianem Wilsonem z Beach Boys a v roce 2013 Songs Cycled. Rovněž spolupracoval s dalšími hudebníky, mezi které patří Ringo Starr, Ry Cooder nebo skupina The Shortwave Set.